# Reportérka (minisérie)
Reportérka je česká televizní třídílná minisérie z pera Josefa Klímy, která měla premiéru 1. února 2015 na prvním kanále České televize. Poslední díl byl odvysílán 15. února 2015. Seriál zachycuje příběh začínající novinářky Hedviky. Minisérie je inspirována skutečnými novinářskými kauzami. Roli Hedviky ztvárnila Tereza Voříšková.

## Synopse
Seriál sleduje příběh mladé začínající novinářky Hedviky Mátlové (Tereza Voříšková), která se dostaví na konkurz do redakce zkušeného novináře Vlacha (Jiří Bartoška). Hedvika v konkurzu uspěje a nastupuje do redakce. Současně s jejím nástupem se do pozice zástupce šéfredaktora dostává Roman Weis (Václav Jiráček), který se tvrdě snaží dosáhnout úspěchu, i pokud by musel jít přes mrtvoly.

## Obsazení

### Hlavní postavy
- Jiří Bartoška jako Karel Vlach
- Tereza Voříšková jako Hedvika Mátlová
- Václav Jiráček jako Václav Weis
- Jaroslav Plesl jako Zeman
- Tomáš Töpfer jako šéfredaktor Musil
- Markéta Hrubešová jako Milada
- Taťjana Medvecká jako Vlachová

### Vedlejší postavy
- Vladimír Polívka jako Robert
- Ivana Uhlířová jako Vlachová; dcera Karla Vlacha
- Petra Jungmannová jako Liduška
- Jan Vlasák jako ředitel vydavatelství
- Jan Plouhar jako fotoreportér
- Petr Vaněk jako fotograf
- Jan Novotný jako mjr. Doubek
- Kateřina Brožová jako Musilová
- Dana Batulková jako Weisová; matka Weise
- Věra Kubánková jako Weisová; babička Weise

## Přehled dílů
| Pořadí | Název            | Režie      | Scénář      | Datum premiéry | Sledovanost (v milionech) |
| --- | ---------------- | ---------- | ----------- | -------------- | ------------------------- |
| 1 | Nad první kauzou | Dan Svátek | Josef Klíma | 1. února 2015  | 1,052                     |
| Mladá, nadějná a začínající novinářka Hedvika Mátlová se zúčastní konkurzu do redakce úspěšného a zkušeného novináře Karla Vlacha. Hedvika konkurz úspěšně dokončí a stává se členkou redakce. Současně s jejím příchodem, nastupuje Václav Weis do pozice zástupce šéfredaktora, který chce uspět, i kdyby to znamenalo jít přes mrtvoly. Hedvika se před ním zmíní o stále nezveřejněných pikantnostech, které by mohly zaujmout v kauze náhlé smrti bohatého restituenta Schneidera. Epizodní postavy: Jiří Korn jako Schneider, Martin Finger jako Schneidrův advokát, Jaromír Nosek jako řidič kamionu a Stanislav Zindulka jako majordomus |                  |            |             |                |                           |
| 2 | V plamenech      | Dan Svátek | Josef Klíma | 8. února 2015  | 0,907                     |
| Epizodní postavy: Pavla Tomicová jako Eliška, Adam Mišík jako Petr, Hynek Čermák jako Jakub, Jiří Kindl jako Tesař, Pavel Nečas jako Fučík, Ludmila Molínová jako archivářka |                  |            |             |                |                           |
| 3 | V souboji        | Dan Svátek | Josef Klíma | 15. února 2015 | 0,914                     |
| Epizodní postavy: Jakub Zindulka jako Mach, Marko Igonda jako Lehký, Barbora Milotová jako Machová, Juliana Moska jako Marika, Pavlína Kafková jako matka Mariky, Hana Frejková jako babička Mariky, Jaromír Dulava jako otčím Mariky, Marian Roden jako otec Mariky, Miroslav Hanuš jako doktor Lavička, Jan Vondráček jako doktor Horáček, Michal Gulyáš jako Vacek |                  |            |             |                |                           |

## Výroba
Minisérie má celkem tři díly, které se odvysílaly v únoru roku 2015. Vznikly však i scénáře pro dalších deset epizod, jejíchž výroba byla přerušena z důvodu onemocnění Jiřího Bartošky.

## Recenze
- Mirka Spáčilová, iDNES.cz
- Táňa Zabloudilová, Radio Wave
- Jaroslav Kejzlar, Totalfilm.cz